# Вірджіл Гіце
Віргіл Гіце (рум. Virgil Ghiță, нар. 4 червня 1998, Пітешть) — румунський футболіст, захисник польського клубу «Краковія» та національної збірної Румунії.

## Клубна кар'єра
Народився 4 червня 1998 року в місті Пітешть. Вихованець футбольної школи клубу «Вііторул». Дорослу футбольну кар'єру розпочав 2017 року в основній команді того ж клубу, кольори якої захищає й донині. У 2019 році став з командою володарем Кубка Румунії. 

## Виступи за збірні
З 2018 року залучався до матчів молодіжної збірної Румунії, у її складі поїхав на молодіжний чемпіонат Європи 2019 року в Італії.

## Титули і досягнення
- Володар Кубка Румунії (1):

«Віїторул»: 2018–19
- Володар Суперкубка Румунії (1):

«Віїторул»: 2019